# Константин Маврокордат
Константин Маврокордат (греч. Κωνσταντίνος Μαυροκορδάτος, молд. и рум. Константин Маврокордат; 27 февраля 1711 — 23 ноября 1769) — греческий дворянин, был 6 раз господарем в Валахии (Константин III) и 4 раза в Молдове (Константин IV).

## Правление
Один из двух господарей Молдовы, правивший с перерывами 4 раза:
- 1733 — 1735;
- 1741 — 1743;
- 1748 — 1749;
- июнь — декабрь 1769.

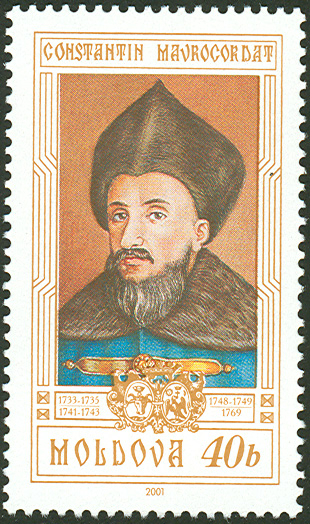
Почтовая марка Молдовы, 2001 год

На протяжении почти трёх десятилетий (1730—1769) провёл значительные реформы социального, фискального, юридического и административного порядка, которые были осуществлены на основе Уложения от 7 февраля 1740 года, состоявшего из 13 параграфов.
Самой значительной из всех реформ Константина Маврокордата было освобождение крепостных (в Валахии — в 1746 году, а в Молдове — в 1749 году). Чтобы в некоторой мере восполнить ущерб, понесённый боярами от освобождения крепостных, Константин определил каждому некоторое количество крестьян, освобождённых от налогов, но обязанных за это отработать конкретное число дней в году в боярских поместьях.
Правил несколько раз в Мунтении и Молдове между 1730—1769 годами. Провёл ряд реформ с целью модернизации валашского и молдавского общества. Будучи образованным человеком и хорошим дипломатом, К. Маврокордат принял ряд мер для реорганизации административных, военных, юридических и финансовых структур.